# Electric Funeral
Electric Funeral è una canzone heavy metal del gruppo britannico Black Sabbath, contenuta nell'album Paranoid pubblicato nel 1970. Il testo racconta di una guerra nucleare e delle sue conseguenze ed è quindi tematicamente molto vicino a War Pigs, rispetto alla quale risulta essere però più oscura a livello di liriche.
La canzone non è stata mai suonata dal vivo prima del 1977, dopo di che non fu più eseguita fino al Reunion Tour.
Della canzone sono state fatte delle reinterpretazioni dai Pantera (nell'album tributo Nativity in Black), dai Soulfly, dagli Iced Earth (nell'EP Melancholy), dai Brutality (nell'album When the Sky Turns Black) e dagli Eternal (in seguito diventati Electric Wizard) sull'EP Lucifer's Children. La canzone è anche inclusa nel Black Sabbath Medley contenuto nell'album Ancient Dreams dei Candlemass.
Alla canzone fanno riferimento Beavis and Butt-head in molti degli episodi della serie animata.

## Formazione
- Ozzy Osbourne - voce
- Geezer Butler - basso
- Tony Iommi - chitarra
- Bill Ward - batteria